# .mk

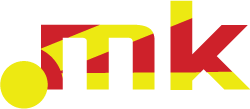
Logo domeny Macedonii Północnej

.mk – domena internetowa przypisana do Macedonii Północnej. Została utworzona 23 września 1993. Zarządza nią Македонска академска истражувачка мрежа (Macedonian Academic Research Network Skopje).